# In articulo mortis
La locuzione latina in articulo mortis significa "in punto di morte", "in momento o punto critico" e, propriamente, "in articolo di morte".

## Descrizione
La locuzione è presa dal frasario ecclesiastico e s'adopera per indicare le azioni compiute da una persona quando è in pericolo di vita, e di conseguenza anche sul letto di morte, quindi col loro portato di eccezionalità, irrefutabilità e non rimandabilità. In ambito giuridico, l'espressione indica le parole non più confutabili dette da una persona poco prima di morire.

## Indulgenza plenaria
L'indulgenza plenaria in articulo mortis ha origini antichissime. L'indulgenza era concessa con l'Estrema unzione o la benedizione di un presbitero, vescovo o sommo pontefice, purché il fedele fosse in stato di grazia e avesse adempiuto alle opere prescritte, come ad esempio recitare frequentemente una determinata preghiera o aver nominato il nome di Gesù e di Maria in punto di morte con cuore contrito.